# Marek Kolbowicz
Marek Antoni Kolbowicz, né le 11 juin 1971 à Szczecin, est un rameur polonais, champion olympique, et multiple champion du monde, en quatre de couple.

## Biographie
Avec Konrad Wasielewski, Adam Korol et Michał Jeliński, ils ont formé un équipage de quatre de couple, qui a glané le titre olympique (à Athènes en 2008, ainsi que quatre titres mondiaux (2005, 2006, 2007 et 2009).
Pour ses performances sportives, il reçoit la croix de Chevalier (2008) de l'Ordre Polonia Restituta.

## Palmarès

### Jeux olympiques
- 1996, 9e en quatre de couple
- 2000, 6e en deux de couple
- 2004, 4e en quatre de couple
- 2008 , 1re place en quatre de couple avec Konrad Wasielewski, Adam Korol et Michał Jeliński.
- 2012 6e en quatre de couple.

### Championnats du monde
en quatre de couple, avec Konrad Wasielewski, Adam Korol et Michał Jeliński.
- 1998 , 3e place en deux de couple avec Adam Korol.
- 2002 , 2e place avec Adam Bronikowski, Slawomir Kruszkowski et Adam Korol.
- 2003 , 3e place avec Adam Bronikowski, Slawomir Kruszkowski et Adam Korol.
- 2005 , 1re place
- 2006 , 1re place
- 2007 , 1re place
- 2009 , 1re place

### Championnats d'Europe
en quatre de couple, avec Konrad Wasielewski, Adam Korol et Michał Jeliński.
- 2010 , 1re place